# 西海专区
西海专区，山东省已撤消的专区。
1940年由胶东行政区设置。在今山东省东部。辖平度、潍南、掖南、昌南、昌邑、潍北、平西、掖县等县。专员公署驻平度县（今市）。1950年撤销，辖县分别划归莱阳、昌潍二专区。